# De Dag (televisieserie)
De Dag is een Vlaamse dramaserie van Woestijnvis, FBO, VIER en ZDF Neo, bedacht en geschreven door Julie Mahieu en Jonas Geirnaert. De reeks vertelt het verhaal van een extreem goed voorbereide gijzeling in een bankkantoor.
Bijzonder aan de opbouw van deze serie is dat steeds twee opeenvolgende afleveringen hetzelfde tijdsverloop omvatten. In de eerste aflevering, geregisseerd door Gilles Coulier, ontwikkelt het verhaal zich vanuit het standpunt van de politie en de getroffen familieleden. De tweede aflevering, in een regie van Dries Vos, toont vervolgens wat er op hetzelfde moment met de gijzelaars en gijzelnemers gebeurt.
De serie is in België sinds 26 maart 2018 exclusief bij Telenet via het Play-abonnement te zien en werd begin 2019 lineair uitgezonden op de zender VIER. Sinds 2020 is het ook mogelijk om de serie te bekijken op Vlaamse streamingdienst: Streamz. In Nederland is de serie sinds 1 augustus 2018 exclusief bij Ziggo te zien via het Movies & Series-abonnement. In Frankrijk was de serie te zien op Polar+.
De eerste aflevering op VIER haalde 400.000 live kijkers. Met uitgesteld kijken meegerekend lokte de aflevering 783.909 kijkers.

## Verhaal
Een Vlaamse stad wordt opgeschrikt wanneer bij dageraad een gijzelingsactie losbreekt in een lokaal bankkantoor. De bankmedewerkers en enkele vroege klanten worden vastgehouden, waaronder twee kinderen. De politie doet dan haar uiterste best om het gebeuren zonder bloedvergieten te beëindigen, maar al snel wordt het duidelijk dat er iets niet klopt aan de situatie. Terwijl de onderhandelaars op hen trachten in te praten, voelen de gijzelnemers zich steeds meer in het nauw gedreven. Naarmate de dag vordert, leggen de vele verwikkelingen een intrige bloot die tot een dramatische ontknoping zal leiden.

## Rolverdeling

### Politiediensten
| Acteur            | Personage               | Opmerkingen                  |
| ----------------- | ----------------------- | ---------------------------- |
| Sofie Decleir     | Mercedes ('Vos') De Vos | Leidinggevend onderhandelaar |
| Lukas De Wolf     | Ibrahim El Ghazoui      | Onderhandelaar               |
| Willy Thomas      | Roeland Wagemans        | Onderhandelaar               |
| Jeroen Perceval   | Arne Michiels           | Rechercheur                  |
| Johan Van Assche  | Ivo De Rouck            | Hoofd interventie-eenheden   |
| Sebastien Dewaele | Thibault                | Agent interventie-eenheden   |
| Olivier De Smet   | Frederik                | Agent interventie-eenheden   |
| Pieter Genard     | Marnix                  | Computerspecialist           |
| Michel Bauwens    | Marc D'Hooghe           | Inspecteur lokale politie    |
| Joris Hessels     | Geert                   | Inspecteur                   |
| Nabil Mallat      | Murat                   | Inspecteur                   |
| Barbara Sarafian  |                         | Procureur                    |
| Julie Mahieu      |                         | Forensisch experte           |

### Gijzelnemers en gijzelaars
| Acteur               | Personage            | Opmerkingen              |
| -------------------- | -------------------- | ------------------------ |
| Titus De Voogdt      | Elias De Sutter      | Gijzelnemer              |
| Bert Haelvoet        | Tommy De Coninck     | Gijzelnemer              |
| Bob Snijers          | Walter Blomme        | Gegijzelde bankdirecteur |
| Geert Van Rampelberg | Serge De Coninck     | Gegijzelde bankbediende  |
| Jelle De Beule       | Michaël Van Hamme    | Gegijzelde bankbediende  |
| Maaike Neuville      | Freya Van Landschoot | Gegijzelde klant         |
| Imani De Caestecker  | Noor Hawal           | Gegijzelde klant         |
| Per Janssens         | Basil Hawal          | Gegijzelde klant         |

### Familieleden
| Acteur             | Personage               | Opmerkingen                   |
| ------------------ | ----------------------- | ----------------------------- |
| Katelijne Verbeke  | Andrea Blomme           | Echtgenote van Walter         |
| Ruth Becquart      | Susan De Coninck        | Echtgenote van Serge          |
| Ingrid De Vos      | Annemie De Coninck      | Moeder van Serge              |
| Lynn Van Royen     | Inge Goossens           | Vriendin van Michaël          |
| Serge-Henri Valcke | Rolf Van Landschoot     | Vader van Freya               |
| Marijke Pinoy      | Claudine Van Landschoot | Moeder van Freya              |
| Wannes Destoop     | Nils Van Landschoot     | Broer van Freya               |
| Zouzou Ben Chikha  | Yusef Hawal             | Vader van Noor en Basil       |
| Wine Dierickx      | Kathleen                | Stiefmoeder van Noor en Basil |
| Alejandra Theus    | Ellen De Vos            | Zus van Vos                   |
| Rikkert Van Dijck  | Dhr De Vos              | Vader van Vos                 |

### Overige
| Acteur                | Personage           | Opmerkingen                  |
| --------------------- | ------------------- | ---------------------------- |
| Liesa Van der Aa      | Kristien Delaruelle | Tv-journaliste               |
| Tom Vermeir           | Dries               | Geluidsman                   |
| Dominique Van Malder  | Stef                | Cameraman                    |
| François Beukelaers   | Gustav              | Bejaarde buurtbewoner        |
| Hilde Uitterlinden    | Leonie              | Bejaarde buurtbewoner        |
| Piet De Praitere      | Stefaan Op de Beeck | Zwembaduitbater              |
| Mark Verstraete       | Pol                 | Technieker watermaatschappij |
| Bart Hollanders       | Simon               | Technieker watermaatschappij |
| Dolores Bouckaert     | Sanne Coulin        | Medewerker Slachtofferhulp   |
| Hans Van Cauwenberghe |                     | Ontmijner                    |
| Griet De Backer       |                     | Ontmijner                    |
| Boris Van Severen     |                     | Elektricien                  |
| Bien de Moor          | Nadia Coppieters    | Burgemeester                 |
| Ilse De Vis           |                     | Nieuwsanker                  |
| Joris Brys            | Wim                 | Nieuwsanker                  |

Eric Van Der Sypt, woordvoerder van het federaal parket, en Frédéric Declercq zijn in de serie te zien als zichzelf, zijnde als parketwoordvoerder en als gerechtsdeskundige. Voorts zijn er cameo's van onder meer Marc Didden (als syndicus), Jeroom Snelders (als jogger), Lieven Scheire (als technieker), Koen De Poorter (als bankmedewerker) en Thomas Huyghe (als familielid).

## Achtergrond
Op 12 oktober 2016 werd aangekondigd dat VIER en Telenet de handen in elkaar hadden geslagen voor de productie van de fictiereeks De Dag, bedacht en geschreven door Julie Mahieu en haar partner Jonas Geirnaert. De opnames gingen eind oktober 2016 van start.
Er werd onder meer gefilmd in een privéwoning in Sint-Martens-Latem, op het Beursplein in Brugge, in Brasschaat, Hoboken en Schoten en in het station Denderleeuw op een parkeerplaats en een reizigerstunnel.
De opnames liepen in mei 2017 af.

## Trivia
- De bank die overvallen wordt heet "FidesBank". Dit is dezelfde naam als de (fictieve) bank die Jonas Geirnaert samen met de andere Neveneffecten oprichtte voor het programma Basta in 2011.

- Zouzou en Imani speelden al samen in de reeks Bevergem maar zonder gemeenschappelijke scenes. Nu zijn ze echter elkaars vader en dochter